# 綱渡り

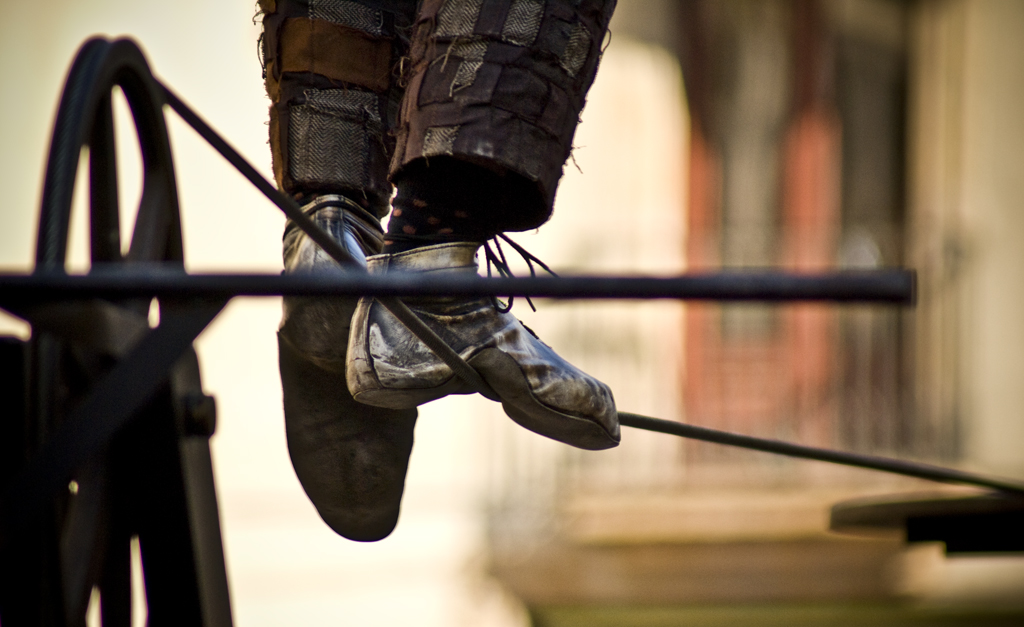
綱渡り

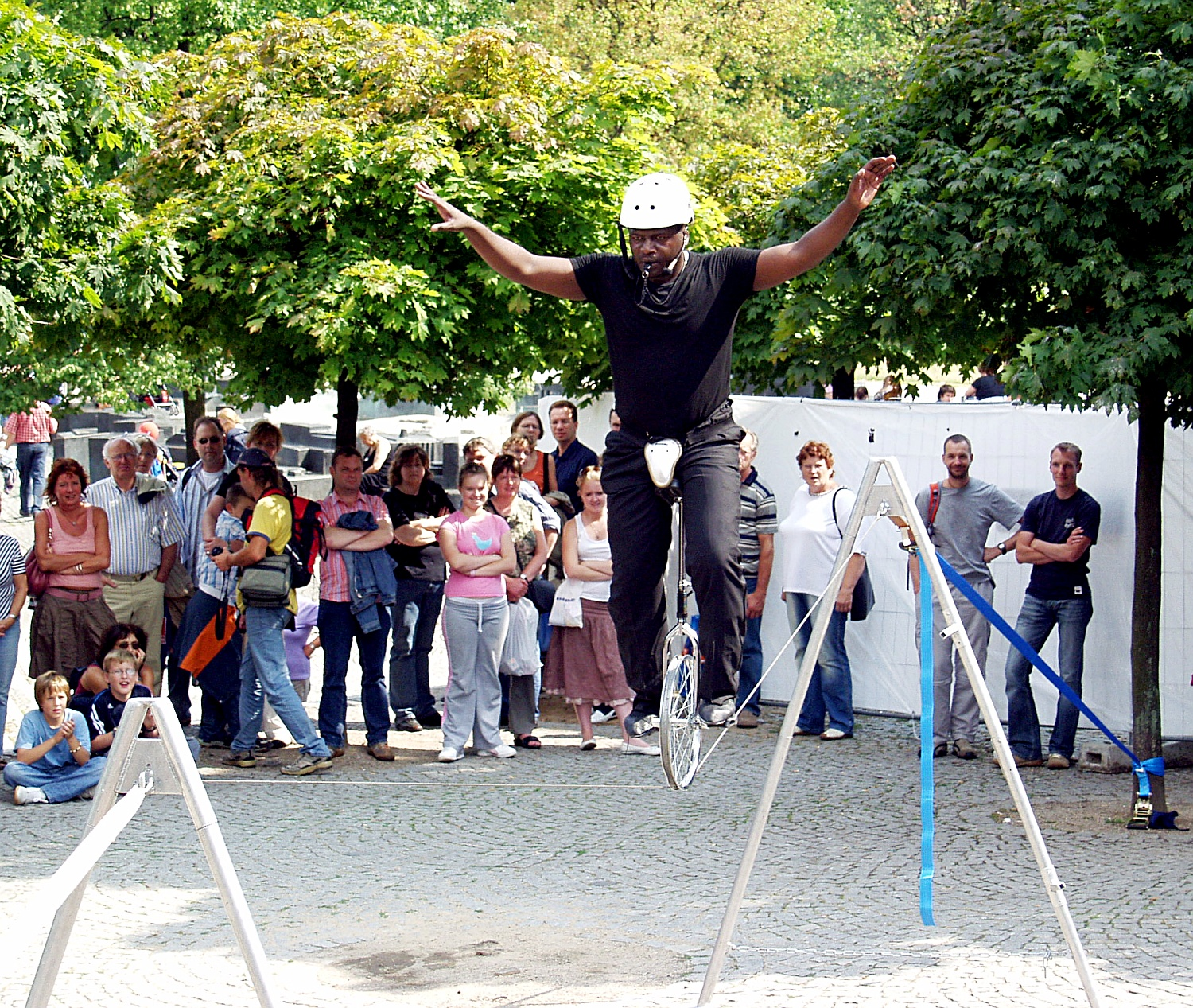
一輪車を使った綱渡り

綱渡り（つなわたり）とは、空中に張られた綱の上を歩く曲芸、あるいは綱を渡ることを競技化したスポーツ。

## 曲芸

### 歴史
曲芸の綱渡りは数千年も前から古代エジプトや中国では行われていた。古代ギリシアでは Funis Ambulare と呼ばれた。また、綱渡り芸を行う人間は、funambula と呼ばれた。
日本では奈良時代に散楽の一つとして大陸から伝来した軽業の芸能で、蜘蛛舞、雲舞とも呼ばれる。

### 小道具
手に持つものとして、傘、扇、長い棒などがあげられる。乗り物として、一輪車や自転車、オートバイ、手押し車などに乗る演目がある。

## スポーツ

### スラックライン
綱渡りを競技化したものにスラックラインがあり、ベルト状の綱（ライン）の上をバランスをとりながら渡るスポーツである。通常は高さ30cm、長さ3mほどの状態にセッティングされる。

### エクストリームスポーツ
数百メートルの高さがある谷などにロープを張って行われる綱渡りなどはエクストリームスポーツの例として挙げられる。

## 著名人
- ザ・フライング・ワレンダス・ファミリー（The Flying Wallendas） - 安全対策をすることなしに綱を渡ることで、名声を得た大道芸一家
  - カール・ワレンダ - ドイツの綱渡り芸人（初代。創設者）
  - ニック・ワレンダ - 7代目
- シャルル・ブロンダン - 綱渡りの代名詞として知られた19世紀フランスの綱渡り師。
- フィリップ・プティ - 無許可でビルの間を綱渡りすることで有名

## 文化
綱渡りを命懸けやバランス感覚を求められる行為として比喩表現で使用される。また同様に英語でも walk on a tightrope （綱の上を歩く）、walking a tightrope という慣用句で使用される。また危険作業を、high wire act という。
2011年11月28日に、国際連合教育科学文化機関（ユネスコ）は、韓国の綱渡り（チュルタギ）を人類無形遺産に登録した。

## 備考
- 独楽で紐の上を独楽を移動させる技を「綱渡り」という[7]。
- 小型哺乳類には綱渡りが得意なものもいる。ハクビシンには直径0.8mmのワイヤー上を歩行できるものがある[8]。